# Хроника Альфонсо Императора
Хроника Альфонсо императора (лат. Chronica Adefonsi Imperatoris) — написанное ок. сер. XII в. на латинском языке сочинение анонимного клирика, посвящённое королю Кастилии и Леона (1126—1157) Альфонсо VII. Сохранилась в нескольких рукописях XVI—XVII вв. Охватывает период с 1109 по 1146 гг.

## Переводы «Хроники»
- Lipskey G.E. The Chronicle of Alfonso the Emperor: A Translation of the Chronica Adefonsi imperatoris, with study and notes. Ph.D. dissertation, Northwestern University, 1972.

## Переводы на русский язык
- Книга I гл. 1-8 в переводе с англ. М. В. Нечитайлова на сайте Восточная литература

- Книга I гл. 49-61 в переводе с англ. М. В. Нечитайлова на сайте Восточная литература

- Книга II в переводе с англ. М. В. Нечитайлова на сайте Восточная литература